# Ryszard Jankowski (polityk)
Ryszard Jankowski (ur. 4 września 1941 w miejscowości Wólka Plebańska) – polski inżynier i polityk, poseł na Sejm X kadencji (1989–1991).

## Życiorys
Ukończył studia w Akademii Górniczo-Hutniczej w Krakowie, uzyskując tytuł zawodowy inżyniera odlewnika. Pracę rozpoczął w Zakładach Metalowych „Łabędy” w Gliwicach, gdzie następnie był dyrektorem.
W 1963 wstąpił do Polskiej Zjednoczonej Partii Robotniczej, w latach 1971–1972 był sekretarzem Komitetu Zakładowego, od 1971 do 1979 był jego członkiem. W 1989 uzyskał mandat posła na Sejm kontraktowy z okręgu gliwickiego. Na koniec kadencji należał do Parlamentarnego Klubu Lewicy Demokratycznej, pracował w Komisji Obrony Narodowej, Komisji Systemu Gospodarczego i Polityki Przemysłowej oraz w Komisji Systemu Gospodarczego, Przemysłu i Budownictwa.

## Odznaczenia
- Krzyż Kawalerski Orderu Odrodzenia Polski (1986)
- Srebrny Krzyż Zasługi (1974)
- Medal „Za zasługi dla obronności kraju” (1983)[1]